# 공기여과기

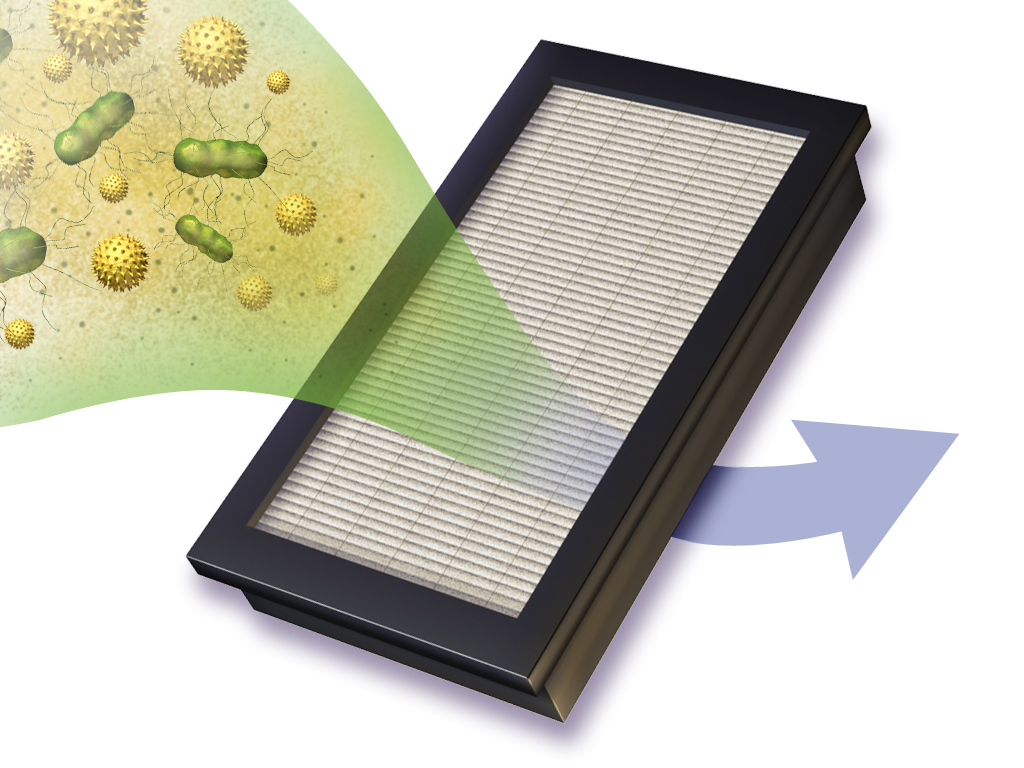
HEPA (고성능 미립자 공기) 필터 다이어그램

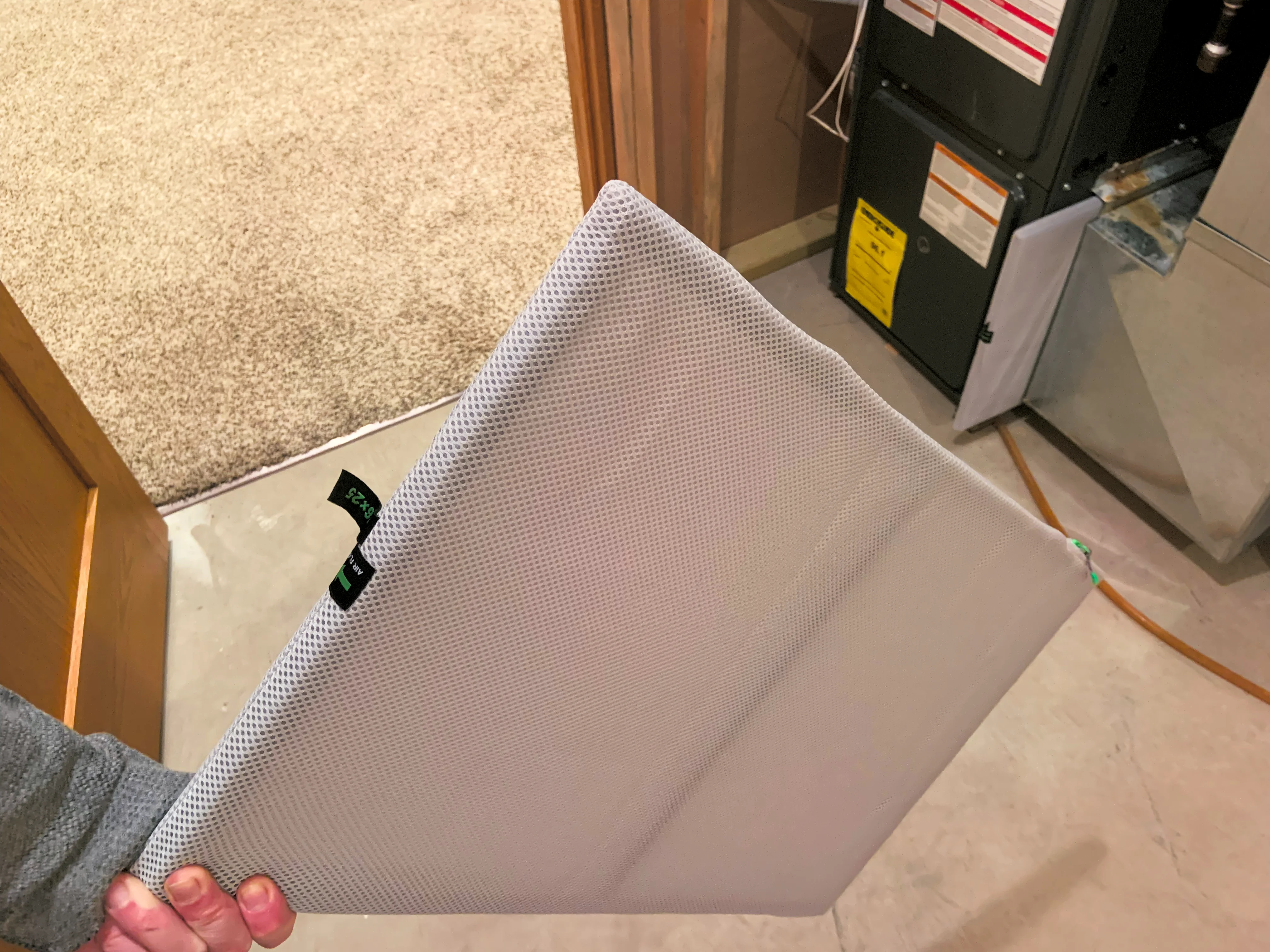
재사용 가능한 세척식 HVAC 공기 필터

공기여과기(空氣濾過器) 또는 에어 필터(영어: air filter)는 연기, 먼지, 꽃가루, 곰팡이, 바이러스, 세균과 같은 미립자를 공기에서 제거하는 섬유 또는 다공성 재료로 구성된 장치이다. 숯(탄소)과 같은 흡착제 또는 촉매를 포함하는 필터는 냄새와 휘발성 유기 화합물 또는 오존과 같은 기체 오염 물질도 제거할 수 있다. 공기 필터는 실내 공기질이 중요한 용도, 특히 건물 환기 시스템 및 엔진에 사용된다.
일부 건물뿐만 아니라 항공기 및 기타 인공 환경(예: 인공위성 및 우주왕복선)에서는 폼, 주름진 종이 또는 방직 유리섬유 필터 요소를 사용한다. 또 다른 방법인 공기 이온화 장치는 정전기를 띤 섬유 또는 요소를 사용하여 먼지 입자를 끌어당긴다. 내연기관 및 공기압축기의 공기 흡입구는 일반적으로 거름종이, 거품, 또는 면섬유 필터를 사용한다. 유압식 오일 필터는 틈새 시장을 제외하고는 인기가 떨어졌다. 가스 터빈의 공기 흡입 필터 기술은 최근 몇 년간 가스 터빈의 공기 압축기 부분의 공기역학 및 유체역학 개선으로 인해 크게 발전했다.
자가 제작 공기청정기는 상업용 휴대용 공기청정기에 대한 저렴한 대안이다.

## HEPA 필터
고성능 미립자 공기 정화(HEPA)는 원래 고성능 미립자 흡수체(high-efficiency particulate absorber)라고 불렸지만, 때로는 고성능 미립자 포획(high-efficiency particulate arresting) 또는 고성능 미립자 포집(high-efficiency particulate arrestance)이라고도 불리며, 공기 필터의 한 종류이다. HEPA 표준을 충족하는 필터는 IC 제조용 클린룸, 의료 시설, 자동차, 항공기 및 가정에서의 사용을 포함하여 다양한 용도로 사용된다. 이 필터는 미국 에너지부 (DOE)에서 정한 것과 같은 특정 효율성 기준을 충족해야 한다.
다양한 표준이 HEPA 필터의 자격을 정의한다. 가장 일반적인 두 가지 표준은 공기 필터가 통과하는 공기에서 0.3 μm보다 크거나 같은 크기의 입자를 99.95%(유럽 표준) 또는 99.97%(ASME 표준) 제거해야 한다고 규정한다.

## 탄소 여과
숯(탄소)과 같은 흡착제 또는 촉매를 포함하는 필터는 냄새와 휘발성 유기 화합물 또는 오존과 같은 기체 오염 물질도 제거할 수 있다.

## 자동차 실내 공기 필터
영국에서는 꽃가루 필터라고도 알려진 실내 공기 필터는 일반적으로 차량의 승객실 외부 공기 흡입구에 설치되는 주름진 종이 필터이다. 이 필터 중 일부는 직사각형 모양으로 엔진 공기 필터와 유사하다. 다른 필터는 특정 차량의 외부 공기 흡입구의 사용 가능한 공간에 맞게 독특한 모양으로 제작된다.
환기 시스템을 깨끗하게 유지하기 위해 일회용 필터를 포함시킨 최초의 자동차 제조업체는 1940년에 출시된 내쉬 모터스의 "Weather Eye"였다.
재사용 가능한 히터 코어 필터는 1959년부터 스튜드베이커 모델에 선택 액세서리로 제공되었으며, 여기에는 스튜드베이커 라크 자동차(1959-1966), 스튜드베이커 그란 투리스모 호크 자동차(1962-1964) 및 스튜드베이커 챔프 트럭(1960-1964)이 포함되었다. 이 필터는 알루미늄 메쉬가 포함된 알루미늄 프레임이었으며 히터 코어 바로 위에 위치했다. 필터는 방화벽의 슬롯을 통해 엔진룸에서 제거 및 설치되었다. 필터가 설치될 때 길고 얇은 고무 씰이 슬롯을 막았다. 필터는 설치 전에 진공 청소기로 청소하고 세척할 수 있었다.
막히거나 더러워진 실내 공기 필터는 실내 통풍구에서 공기 흐름을 크게 줄일 수 있을 뿐만 아니라 알레르겐을 실내 공기 흐름으로 유입시킬 수 있다. 실내 공기 온도는 히터 코어, 증발기 또는 둘 다를 통과하는 공기 흐름 속도에 따라 달라지므로, 막힌 필터는 차량의 에어컨 및 난방 시스템의 효율성과 성능을 크게 저하시킬 수 있다.
일부 실내 공기 필터는 성능이 좋지 않으며, 일부 실내 공기 필터 제조업체는 실내 공기 필터에 최소 효율 보고 값 (MERV) 필터 등급을 인쇄하지 않는다.

## 내연기관 공기 필터

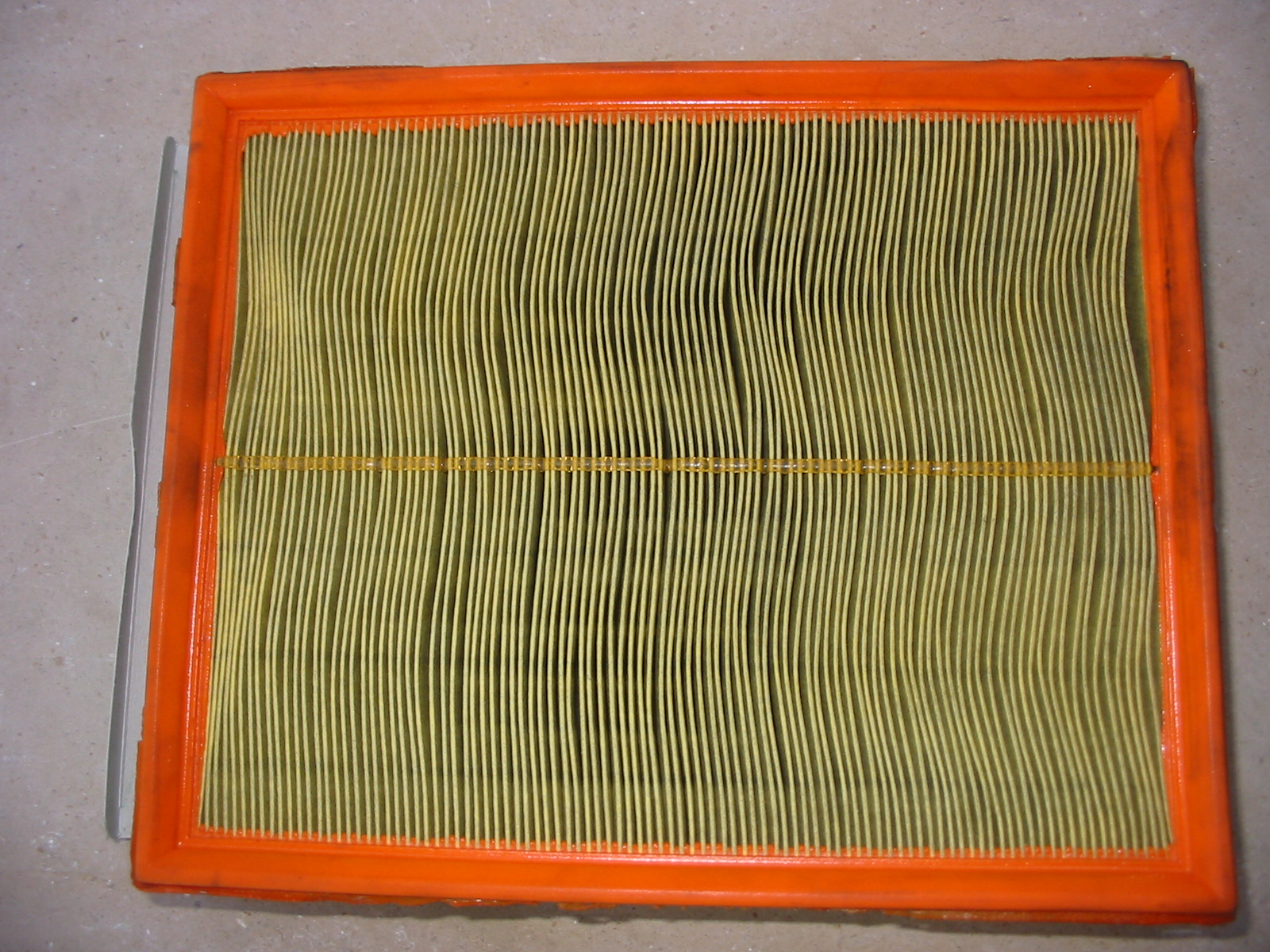
사용한 자동차 엔진 공기 필터, 깨끗한 면

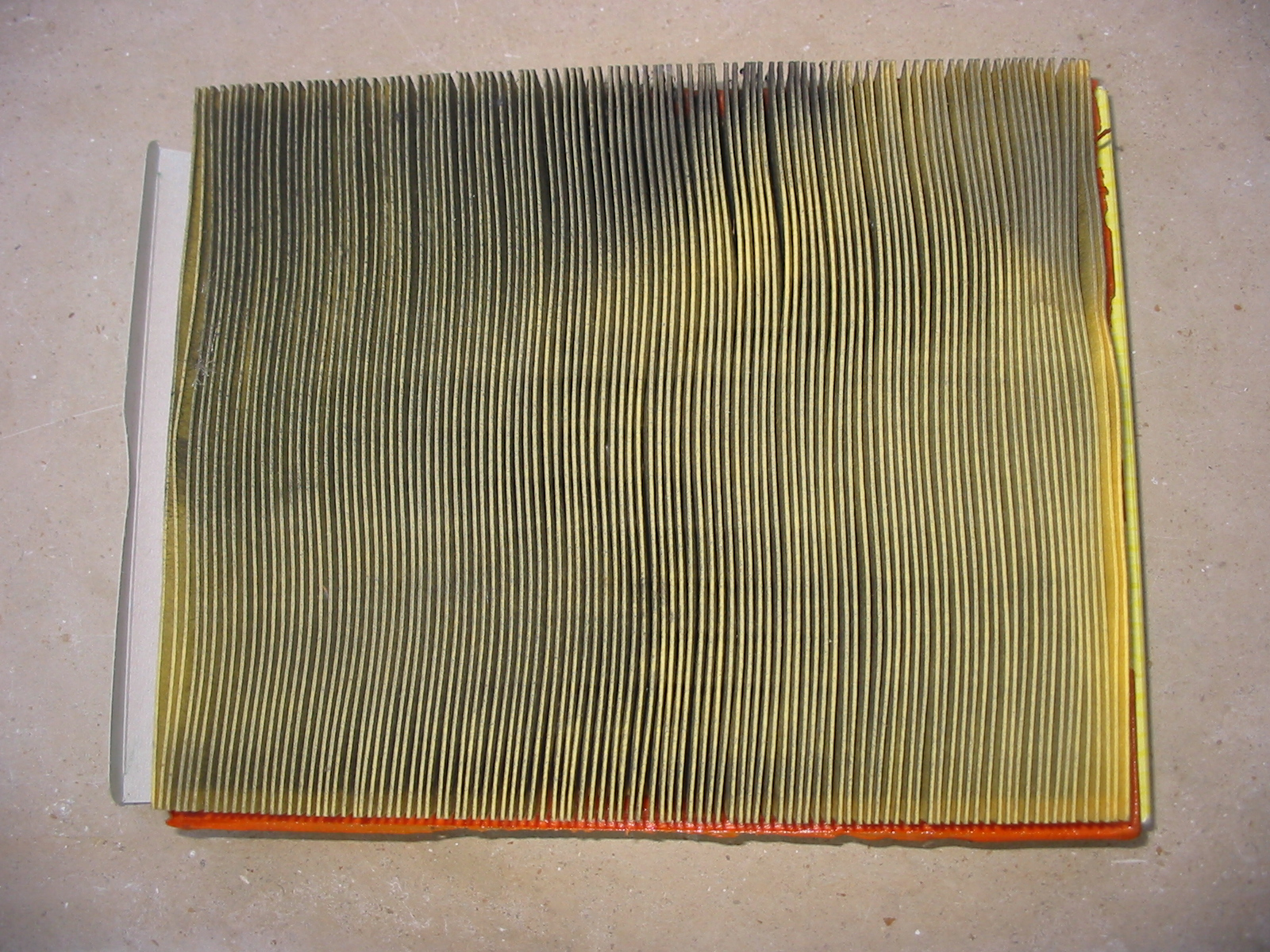
사용한 자동차 엔진 공기 필터, 더러운 면

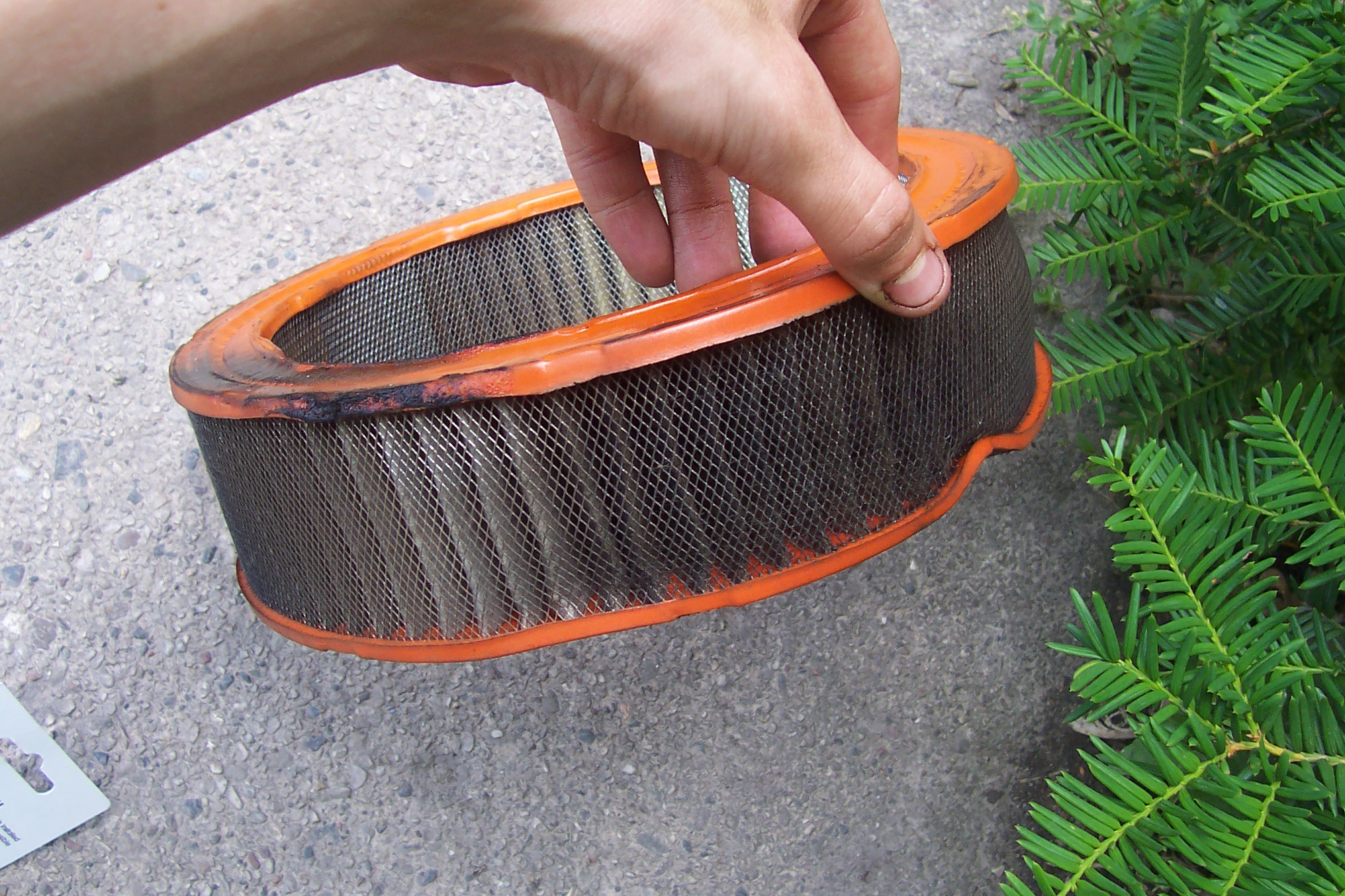
먼지와 때로 막힌 자동차 엔진 공기 필터

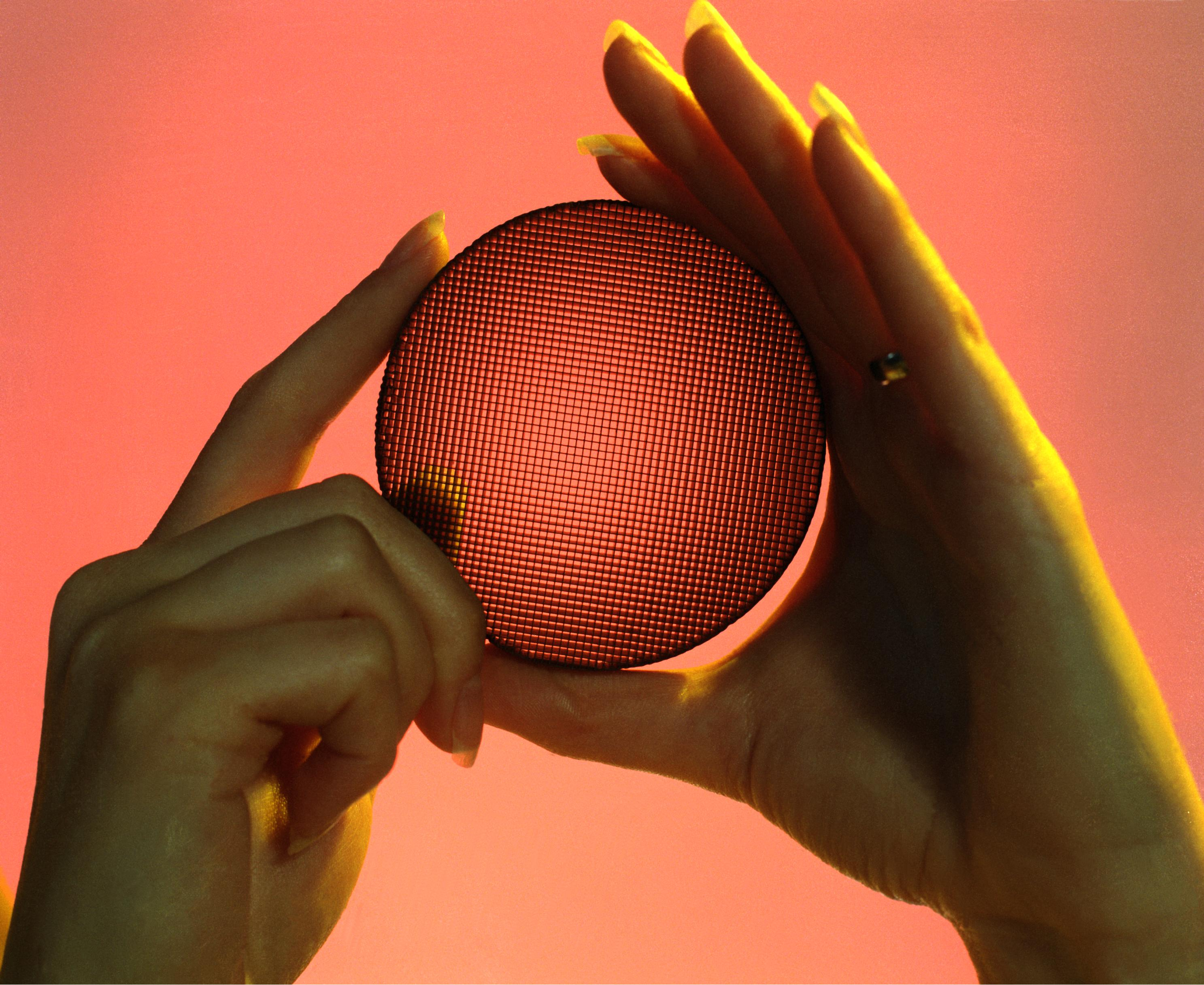
일산화 탄소를 독성이 덜한 이산화 탄소로 실온에서 변환하는 데 사용되는 저온 산화 촉매. 폼알데하이드도 공기에서 제거할 수 있다.

연소 공기 필터는 실린더에 연마성 미립자가 유입되는 것을 방지하여 기계적 마모 및 오일 오염을 방지한다.
대부분의 연료 분사 차량은 평판 형태의 주름진 종이 필터 요소를 사용한다. 이 필터는 일반적으로 스로틀 바디에 덕트 작업으로 연결된 플라스틱 상자 안에 놓인다. 기화기 또는 스로틀 바디 연료 분사를 사용하는 구형 차량은 일반적으로 지름 100 밀리미터 (4 in)에서 400 밀리미터 (16 in) 사이의 원통형 공기 필터를 사용한다. 이는 기화기 또는 스로틀 바디의 위 또는 옆에 위치하며, 일반적으로 시원하거나 따뜻한 흡입 공기를 제공하기 위한 덕트가 통합될 수 있는 금속 또는 플라스틱 용기에 담겨 금속 또는 플라스틱 덮개로 고정된다. 전체 장치(필터와 하우징 포함)를 공기 청정기라고 한다.

### 종이
주름진 종이 필터 요소는 효율적이고 서비스가 용이하며 비용 효율적이기 때문에 자동차 엔진 공기 청정기의 거의 유일한 선택이다. "종이"라는 용어는 필터 매체가 글쓰기나 포장 등에 사용되는 종이와는 상당히 다르기 때문에 다소 오해의 소지가 있다. 애프터마켓 비종이 대체 필터 광고에 의해 조장되는 튜너들 사이에는 종이 필터가 공기 흐름을 좋지 않게 하고 엔진 성능을 제한한다는 믿음이 계속 존재한다. 실제로 주름진 종이 필터가 특정 응용 분야에서 발생하는 공기 흐름량에 적절하게 크기가 조정되는 한, 필터가 먼지로 크게 막히기 전까지는 흐름에 사소한 제한만 가한다. 건설 장비 엔진도 이를 사용한다. 그 이유는 종이가 지그재그 모양으로 구부러져 있고, 종이의 총 면적이 매우 커서 공기 개방 면적의 50배에 달하기 때문이다.

### 폼
오일이 묻은 폴리우레탄 거품 요소는 일부 애프터마켓 대체 자동차 공기 필터에 사용된다. 폼은 과거에 잔디 깎는 기계 및 기타 전력 장비의 소형 엔진 공기 청정기에 널리 사용되었지만, 자동차 유형 종이 필터 요소가 이러한 용도에서 오일 묻은 폼을 크게 대체했다. 폼 필터는 5 마력 (3.7 kW)까지의 공기 도구용 공기압축기에 여전히 일반적으로 사용된다. 사용되는 폼의 등급과 두께에 따라 오일 묻은 폼 필터 요소는 최소한의 공기 흐름 제한 또는 매우 높은 먼지 용량을 제공할 수 있으며, 후자의 특성으로 인해 폼 필터는 높은 수준의 먼지가 발생하는 오프로드 랠리 및 기타 모터스포츠 응용 분야에서 인기 있는 선택이 된다. 폼 필터에 먼지가 포집되는 방식 때문에 측정 가능한 공기 흐름 제한 변화 없이 많은 양의 먼지가 포집될 수 있다.

### 면
오일 처리된 면섬유 거즈는 고성능 품목으로 판매되는 애프터마켓 자동차 공기 필터에 점차 많이 사용되고 있다. 과거에는 면 거즈가 순정 부품 자동차 공기 필터에 제한적으로 사용되었다. 그러나 아바르트 SS 버전이 출시된 이후, 피아트 자회사는 면 거즈 공기 필터를 순정 필터로 공급하고 있다.

### 스테인리스 스틸
스테인리스 스틸 메시는 더 많은 공기가 통과할 수 있게 하는 또 다른 매체이다.
스테인리스 스틸 메시는 다양한 메쉬 수로 제공되어 다양한 여과 기준을 충족한다.
콘 기반 공기 필터를 위한 공간이 부족한 극단적으로 개조된 엔진에서는 터보를 통해 엔진으로 입자가 유입되는 것을 방지하기 위해 터보 위에 간단한 스테인리스 스틸 메시를 설치하기도 한다.

### 오일 배스
오일 배스 공기 청정기는 오일 웅덩이를 포함하는 습식 섬프와 섬유, 메쉬, 폼 또는 기타 거친 필터 매체로 채워진 삽입물로 구성된다. 청정기는 전통적인 여과 방식이 아니라 오일에 젖은 필터 매체에 입자를 부착시켜 입자를 제거한다. 필터 매체의 구멍은 걸러낼 입자보다 훨씬 크다. 청정기가 조립되면 삽입물의 매체 함유 본체가 오일 웅덩이 표면에서 약간 위에 놓인다. 삽입물의 테두리는 섬프의 테두리와 겹친다. 이러한 배열은 공기가 일련의 U자형 회전을 거쳐 이동해야 하는 미궁형 경로를 형성한다. 즉, 삽입물과 섬프의 테두리 사이의 틈을 통해 위로, 삽입물의 외부 벽과 섬프의 내부 벽 사이의 틈을 통해 아래로, 그리고 삽입물 본체의 필터 매체를 통해 위로 이동한다. 이 U자형 회전은 오일 웅덩이 표면을 고속으로 공기가 지나가게 한다. 공기 중 크고 무거운 먼지 및 흙 입자는 관성으로 인해 회전할 수 없으므로 오일 속으로 떨어져 기본 용기의 바닥에 가라앉는다. 더 가볍고 작은 입자는 삽입물 내 필터 매체에 붙는데, 이 매체는 정상적인 공기 흐름에 의해 빨려 들어간 오일 방울에 의해 젖어 있다. 필터 매체에 오일이 지속적으로 흡입되면 미세하게 갇힌 입자 대부분이 천천히 아래로 이동하고 오일은 다시 저장고로 떨어져 입자가 쌓인다.
오일 배스 공기 청정기는 1960년대 초반 종이 필터가 업계에 널리 채택될 때까지 자동차 및 소형 엔진 응용 분야에서 매우 널리 사용되었다. 이러한 청정기는 매우 높은 수준의 먼지가 발생하는 오프로드 장비에 여전히 사용되는데, 이는 오일 배스 공기 청정기가 전체 크기에 비해 많은 양의 먼지를 여과 효율 또는 공기 흐름 손실 없이 격리할 수 있기 때문이다. 그러나 액체 오일은 이러한 공기 청정기의 청소 및 서비스 작업을 지저분하고 불편하게 만들며, 높은 공기 흐름 속도에서 과도한 제한을 피하려면 상대적으로 커야 하고, 스파크 점화 엔진에 사용될 경우 오일 흡입으로 인해 미연 탄화수소의 배기 가스 배출을 증가시키는 경향이 있다.

### 물 배스
20세기 초(약 1900년에서 1930년까지)에는 일부 응용 분야(자동차, 트럭, 트랙터, 휴대용 및 고정식 엔진)에서 물 배스 공기 청정기가 사용되었다. 이는 오일 배스 공기 청정기와 거의 동일한 원리로 작동했다. 예를 들어, 오리지널 포드슨 트랙터는 물 배스 공기 청정기를 가지고 있었다. 1940년대에 들어서 오일 배스 설계는 더 나은 여과 성능 때문에 물 배스 설계를 대체했다.

## 벌크 고체 처리 필터
벌크 고체 처리는 (기계적 운송, 공압 운송) 분말 형태의 고체 운송을 포함한다. 많은 산업(광업, 화학 산업, 식품 산업)에서 벌크 고체를 처리하며, 규제 또는 경제적 이유(재료 손실)로 인해 공정에서 배출되는 공기 흐름을 처리하여 미세 입자가 배출되지 않도록 해야 한다. 결과적으로 공정의 여러 지점, 특히 공기의 양이 중요하고 미세 입자의 부하가 상당히 중요한 공압 이송 라인의 수신 지점에 공기 필터가 배치된다. 필터는 또한 공정에서 오염 물질이 유입되는 것을 방지하기 위해 공기 교환이 일어나는 모든 지점에 배치될 수 있으며, 이는 특히 제약 및 식품 산업에서 그러하다. 필터로 입자를 포집하는 데 관여하는 물리적 현상은 주로 관성 및 확산이다.

## 필터 등급
유럽 표준 EN 779에 따라 다음 필터 등급이 인정되었다.
| 사용                   | 등급 | 성능       | 성능 시험 | 거의 100% 포집되는 입자 크기 | 시험 표준 |
| ---------------------- | ---- | ---------- | --------- | ---------------------------- | --------- |
| 조대 필터 (1차로 사용) | G1   | 65%        | 평균 값   | >5 μm                        | BS EN779  |
| 조대 필터 (1차로 사용) | G2   | 65–80%     | 평균 값   | >5 μm                        | BS EN779  |
| 조대 필터 (1차로 사용) | G3   | 80–90%     | 평균 값   | >5 μm                        | BS EN779  |
| 조대 필터 (1차로 사용) | G4   | 90%–       | 평균 값   | >5 μm                        | BS EN779  |
| 미세 필터 (2차로 사용) | M5   | 40–60%     | 평균 값   | >5 μm                        | BS EN779  |
| 미세 필터 (2차로 사용) | M6   | 60–80%     | 평균 값   | >2 μm                        | BS EN779  |
| 미세 필터 (2차로 사용) | F7   | 80–90%     | 평균 값   | >2 μm                        | BS EN779  |
| 미세 필터 (2차로 사용) | F8   | 90–95%     | 평균 값   | >1 μm                        | BS EN779  |
| 미세 필터 (2차로 사용) | F9   | 95%–       | 평균 값   | >1 μm                        | BS EN779  |
| 세미 HEPA              | E10  | 85%        | 최소 값   | >1 μm                        | BS EN1822 |
| 세미 HEPA              | E11  | 95%        | 최소 값   | >0.5 μm                      | BS EN1822 |
| 세미 HEPA              | E12  | 99.5%      | 최소 값   | >0.5 μm                      | BS EN1822 |
| HEPA                   | H13  | 99.95%     | 최소 값   | >0.3 μm                      | BS EN1822 |
| HEPA                   | H14  | 99.995%    | 최소 값   | >0.3 μm                      | BS EN1822 |
| ULPA                   | U15  | 99.9995%   | 최소 값   | >0.3 μm                      | BS EN1822 |
| ULPA                   | U16  | 99.99995%  | 최소 값   | >0.3 μm                      | BS EN1822 |
| ULPA                   | U17  | 99.999995% | 최소 값   | >0.3 μm                      | BS EN1822 |

위 표의 기반이 된 유럽 표준 EN 779는 2012년부터 2018년 중반까지 유효했으며, 이후 ISO 16890으로 대체되었다.

## 같이 보기
- 공기청정기
- 집진장치
- 오일 필터
- 호흡용 보호구